# El general y la fiebre
 El general y la fiebre  es una película Argentina filmada en colores dirigida por Jorge Coscia sobre su propio guion escrito en colaboración con Julio Fernández Baraibar que se estrenó el 12 de agosto de 1993 y que tuvo como actores a Rubén Stella, Licia Tizziani, Raúl Brambilla y Jorge Arán. Fue rodada en Saldán, Jesús María, Villa Allende, Sinsacate, Colonia Caroya y Las Salinas en Córdoba y Mendoza.

## Sinopsis
El general San Martín se restablece de una enfermedad en la pequeña localidad de Saldán, provincia de Córdoba.

## Reparto
- Rubén Stella
- Licia Tizziani
- Raúl Brambilla
- Jorge Arán
- Jorge Marziali
- Germán Mendieta
- Alejandro Cuevas
- Elena Durá Márquez
- Osvaldo Hueges
- Nelly Tulla
- Víctor Moll
- Ángel Fernández Mateu

## Comentarios
Jorge Carnevale en Noticias dijo:

«Una producción modesta que no apunta a la épica, procura eludir las estatuas (aunque no escape a cierto acartonamiento actoral).»

Alberto Ojam en La Razón opinó:

«A despecho de algunas líneas viciadas de literatura, el general del título aparece en sus debilidades y sus enigmas, sus pavores y hasta su erotismo insatisfecho. Pero fundamentalmente resalta…en esa consecuencia con el gran ideal que suena muy incómodo hoy, entre tantas defecciones.»

Manrupe y Portela escriben:

«Más que la historia de un hombre es la historia de una culpa, y su castigo o redención. Este San Martín es el más real (léase más humano) que se llevó al cine. Lamentablemente sus logros formales se ven boicoteados por un presupuesto escaso notorio en la calidad de la imagen y el sonido.»